# Forelius instabilis
Forelius instabilis är en myrart som beskrevs av Santschi 1920. Forelius instabilis ingår i släktet Forelius och familjen myror. Inga underarter finns listade i Catalogue of Life.